# Amikuze

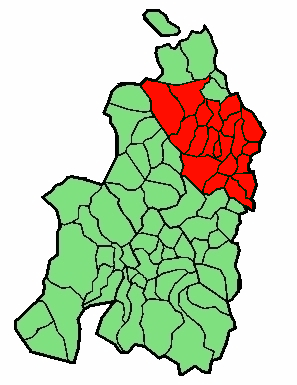
Amikuze

Amikuze es el nombre vasco del antiguo país histórico de Mixe, situado en Baja Navarra. 
Actualmente, el término Amikuze se usa para denominar el actualmente suprimido cantón de Saint-Palais que está integrado por las veinte comunas históricas del País de Mixe más las siete comunas de Sola de Aroue-Ithorots-Olhaïby, Domezain-Berraute, Etcharry, Gestas, Lohitzun-Oyhercq, Osserain-Rivareyte et Pagolle.
Amikuze puede ser:
- País de Mixe, antiguo país histórico del país vascofrancés.
- El antiguo cantón de Saint-Palais.
- La comunidad de comunas de Amikuze, estructura intercomunal integrada por 27 comunas del cantón de País de Bidache, Amikuze y Ostibarre.

## División territorial según Euskaltzaindia (Real Academia de la lengua vasca)
Desde 1999, la Real academia de la lengua vasca divide el territorio de la Baja Navarra siguiendo las recomendaciones del comité de su comisión de onomástica.
La Baja Navarra está dividida en seis zonas, siendo una de ellas Amikuze que está formada por las comunas de:Aïcirits-Camou-Suhast, Amendeuix-Oneix, Amorots-Succos, Arbérats-Sillègue, Arbouet-Sussaute, Arraute-Charritte, Béguios, Béhasque-Lapiste, Beyrie-sur-Joyeuse, Gabat, Garris, Ilharre, Labets-Biscay, Larribar-Sorhapuru, Luxe-Sumberraute, Masparraute, Orègue, Orsanco, Saint-Palais, Uhart-Mixe.